# Boyd Tinsley
Boyd Calvin Tinsley (Charlottesville, Virginia, 16 de mayo de 1964) es un violinista y mandolinista estadounidense, conocido por haber sido miembro de Dave Matthews Band. Durante su permanencia en la banda, se desempeñó como el violinista principal, aunque también colaboró en coescribir algunas canciones y como corista.

## Primeros años
Tinsley proviene de una familia musical. Su padre fue director de un coro y su tío un bajista que también tocaba la trompeta para algunas bandas locales. Creció en el mismo barrio que sus futuros compañeros de banda en Dave Matthews Band, el baterista Carter Beauford y el fenecido saxofonista, LeRoi Moore. En un principio no era un amante de la música y terminó aprendiendo a tocar el violín por accidente cuando se inscribió en una orquesta en la escuela primaria pensando que le enseñarían a tocar la guitarra. Cuando descubrió que lo que aprendería a tocar sería el violín, se sintió atraído por la idea y decidió continuar sus clases.
Como adolescente, fue uno de los primeros miembros de la Orquesta Juvenil de Charlottesville-Albermarle, de la cual el bajista y futuro miembro de Dave Matthews Band también formó parte. Fue alumno de Isidor Saslav, el maestro de la Orquesta Sinfónica de Baltimore. A sus 16 años, Saslav le ofreció a la oportunidad de mudarse a Baltimore para trabajar en forma cercana allí, pero Tinsley rechazó su oferta. Para ese entonces, el interés musical de Tinsley habían comenzado a cambiar de la música orquestal a la música popular, a medida que escuchaba a otros músicos tocar rock, blues y jazz.

## Carrera musical
Al terminar la escuela secundaria, Tinsley entró a la Universidad de Virginia, donde se convirtió en miembro de la fraternidad Sigma Nu. Mientras estaba allí, participaba de sesiones de jam en forma regular y llegó a formar su propia banda, llamada The Boyd Tinsley Band, aunque tuvo corta vida.
En 1991 tuvo su primer contacto con Dave Matthews, quién le pidió que toque el violín para la grabación del demo de Tripping Billies. Tinsley aceptó y eventualmente se unió al grupo, donde ha permanecido hasta la actualidad.
Luego de varios años de trabajar sólo con Dave Matthews Band, Tinsley participó como invitado en el segundo álbum de la banda The Getaway People titulado Turnpike Diaries. En 2003 lanzó su primer álbum como solista, True Reflections, donde incluyó una canción del mismo nombre que había escrito una década atrás.
El 20 de marzo de 2009, Tinsley participó junto a Rita Dove, una expoeta estadounidense, del lanzamiento del libro de poesía de esta última titulado Sonata Mulattica sobre el violinista virtuoso del siglo XIX, George Bridgtower, en el Teatro Paramount en Charlottesville. Tinsley es mencionado en el primer poema del libro; The Bridgetower. Tinsley compuso e interpretó un tema para el evento, leyó un poema del libro y habló sobre su vida musical en particular y del rol de músicos clásicos afroestadounidenses en general con Dove.
Tinsley también ha trabajo en campañas promocionales para marcas como Twix, JanSport y Tommy Hilfiger.
En agosto de 2015, Tinsley formó un proyecto musical llamado Crystal Garden junto a Mycle Wastman, Charlie Csontos y Matt Frewen. Durante dos años se encargó de buscar en todo Norteamérica un grupo específico de músicos que formaría una banda de rock moderno. En su primera semana de sesiones de grabación en el estudio de Boyd en Virginia, registraron la mayor parte de su álbum debut Let The Rocks Cry Out, producido por el mismo Tinsley. El álbum se lanzó digitalmente en todas las plataformas el 14 de marzo de 2017 y físicamente el 22 de abril de 2017.
El 2 de febrero de 2018, los abogados de James Frost-Winn, un exmiembro de Crystal Garden, le enviaron a Tinsley una carta de demanda en un esfuerzo por obtener un acuerdo extrajudicial con respecto a las acusaciones de acoso sexual. El mismo día, Tinsley anunció a través de Twitter que "tomaría un descanso de la banda y viajaría para concentrarse en su familia y su salud por un tiempo".
El 18 de mayo de 2018, Tinsley fue despedido de Dave Matthews Band después de que Frost-Winn lo demandara por acoso sexual.
Tinsley emitió un comunicado negando las "falsas acusaciones" y prometiendo "luchar tanto dentro como fuera de los tribunales para reparar el daño que se ha hecho". En junio de 2019, los abogados notificaron al tribunal que la demanda había sido resuelta.

## Vida personal
Boyd tiene dos hijos con su esposa Emily, una hija llamada Abigail y nacida en 1996, y un hijo llamado Noah nacido en 1999.
Tinsley es un fanático del tenis. Tiene su propio torneo anual en Charlottesville, Virginia. Va regularmente al campeonato de Wimbledon y en 2007 jugó dobles con John McEnroe y Pete Sampras. Grabó una canción llamada "The Ghosts of Wimbledon" para la cobertura de ESPN del torneo en 2006. Es amigo de los tenistas Andy Roddick, Mardy Fish y los jugadores de dobles Bob y Mike Bryan. Tinsley auspicia el Programa de Tenis de Boyd Tinsley en su natal Charlottesville.

## Equipos
- Zeta Boyd Tinsley Model (violín)
- John Norwood Lee (arco)
- Thomastik-Infeld cuerdas)
- Furman PL-8 (acondicionador electrónico de voltaje)
- Coleman audio switcher
- Shure U4D-UB wireless units
- Shure UHE antenna distro
- API 500HPR (preamplificador)
- Eventide GTR-7000 Ultra-Harmonizer
- Korg DTR-1 (sintonizador ATSC)
- Fishman acoustic (amp)

## Discografía
Véase Discografía de Dave Matthews Band para sus trabajos con este grupo.
Como solista
- True Reflections (2003) - #3 Billboard Internet Sales chart[13]